# Conferência do Grande Leste Asiático

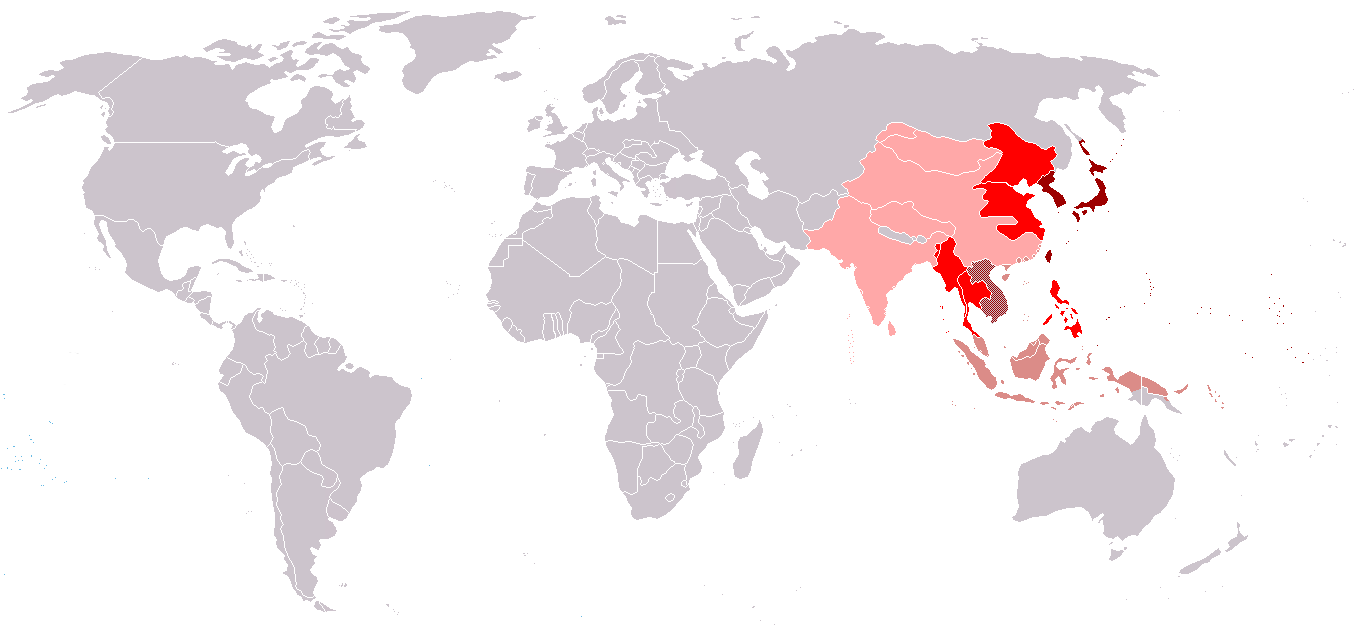
Estados membros da Conferência do Grande Leste Asiático:
- Império do Japão e suas colônias
- Outros territórios ocupados pelo Japão
- Territórios disputados e reivindicados pelo Japão

A Conferência do Grande Leste Asiático (大東亞會議, Dai Tōa Kaigi) foi uma cimeira internacional realizada em Tóquio de 5 a 6 de novembro de 1943, na qual o Império do Japão recebeu líderes políticos de várias partes componentes da Esfera de Coprosperidade da Grande Ásia Oriental. O evento também foi conhecido como Conferência de Tóquio.
A Conferência abordou poucas questões substanciais, mas pretendia desde o início ser uma peça de propaganda, para convencer os membros dos compromissos do Japão com o ideal pan-asianista, com ênfase no seu papel como "libertador" da Ásia do imperialismo ocidental. 

## Prelúdio
Desde a Guerra Russo-Japonesa de 1904-05, as pessoas nas nações asiáticas governadas pelas "potências brancas", como a Índia, o Vietname, etc., e aquelas que tinham "tratados desiguais" impostos sobre elas, como a China, sempre olharam para o Japão. como modelo, a primeira nação asiática que se modernizou e derrotou uma nação europeia, a Rússia, nos tempos modernos.  Ao longo das décadas de 1920 e 1930, os jornais japoneses sempre deram ampla cobertura às leis racistas destinadas a excluir os imigrantes asiáticos, como a política da "Austrália Branca"; as leis anti-imigrantes asiáticas aprovadas pelo Congresso dos EUA em 1882, 1917 e 1924; e a política do "Canadá Branco", juntamente com relatórios sobre como os asiáticos sofreram preconceito nos Estados Unidos, Canadá, Austrália e nas colônias europeias na Ásia.  A maioria dos japoneses da época parecia ter acreditado sinceramente que o Japão era uma nação excepcionalmente virtuosa, governada por um imperador que era um deus vivo e, portanto, a fonte de toda a bondade do mundo.  Como o Imperador era adorado como um deus vivo moralmente "puro" e "justo", a autopercepção no Japão era de que o estado japonês nunca poderia fazer nada de errado, pois sob a liderança do imperador divino, tudo o que o estado japonês fazia era "só".  Por esta razão, o povo japonês estava predisposto a ver qualquer guerra como “justa” e “moral”, pois o Imperador divino nunca poderia travar uma guerra “injusta”.  Neste contexto, muitos japoneses acreditavam que era a "missão" do Japão acabar com o domínio das nações "brancas" na Ásia e libertar os outros asiáticos que sofriam sob o domínio das "potências brancas".  Um panfleto intitulado Leia isto sozinho - e a guerra pode ser vencida, emitido para todas as tropas e marinheiros japoneses em dezembro de 1941, dizia: "Essas pessoas brancas podem esperar, desde o momento em que saem do ventre de suas mães, receber uma pontuação ou mais o mesmo acontece com os nativos como seus escravos pessoais. Essa é realmente a vontade de Deus".  A propaganda japonesa enfatizou o tema dos maus tratos aos asiáticos por parte dos brancos para motivar as suas tropas e marinheiros. 
A partir de 1931, o Japão sempre procurou justificar o seu imperialismo sob os fundamentos do pan-asianismo. A guerra com a China, que começou em 1937, foi retratada como um esforço para unir os povos chinês e japonês numa amizade pan-asiática, para trazer o "caminho imperial" para a China, o que justificava o "assassinato compassivo" enquanto os japoneses procuravam matar os "poucos criadores de problemas" na China que supostamente estariam causando todos os problemas nas relações sino-japonesas.  Como tal, a propaganda japonesa proclamou que o Exército Imperial, guiado pela “benevolência do imperador”, tinha vindo à China para se envolver em “assassinatos compassivos” para o bem do povo chinês.  Em 1941, quando o Japão declarou guerra aos Estados Unidos e a várias nações europeias que possuíam colónias na Ásia, os japoneses retrataram-se como envolvidos numa guerra de libertação em nome de todos os povos da Ásia. Em particular, houve um racismo acentuado na propaganda japonesa, com o governo japonês emitindo caricaturas retratando as potências ocidentais como "demônios brancos" ou "demônios brancos", completos com garras, presas, chifres e caudas.  O governo japonês descreveu a guerra como uma guerra racial entre os benevolentes asiáticos liderados pelo Japão, o país asiático mais poderoso, contra os americanos e europeus, que foram retratados como "demônios brancos" subumanos.  Às vezes, os líderes japoneses falavam como se acreditassem em sua própria propaganda sobre os brancos estarem em um processo de degeneração racial e estarem na verdade se transformando nas criaturas demoníacas babando e rosnando retratadas em seus desenhos animados.  Assim, o Ministro das Relações Exteriores, Yōsuke Matsuoka, declarou em uma conferência de imprensa em 1940 que “a missão da raça Yamato é evitar que a raça humana se torne diabólica, resgatá-la da destruição e conduzi-la à luz do mundo”.  Pelo menos algumas pessoas nas colónias asiáticas das potências europeias acolheram os japoneses como libertadores dos europeus. Nas Índias Orientais Holandesas, o líder nacionalista Sukarno, em 1942, criou a fórmula dos "Três As": Japão, a Luz da Ásia, Japão, o Protetor da Ásia e Japão, o Líder da Ásia. 
Mas apesar de toda a sua conversa pan-asiática sobre a criação de uma Esfera de Co-prosperidade da Grande Ásia Oriental, onde todos os povos asiáticos viveriam juntos como irmãos e irmãs, na realidade, como mostra o documento de planeamento de Julho de 1943, Uma Investigação da Política Global com a Raça Yamato como Núcleo, os japoneses se viam como a "Grande Raça Yamato" racialmente superior, que estava naturalmente destinada a dominar para sempre os outros povos asiáticos racialmente inferiores.  Antes da Conferência do Grande Leste Asiático, o Japão tinha feito vagas promessas de independência a várias organizações anticoloniais pró-independência nos territórios que tinha invadido, mas, à parte uma série de estados fantoches óbvios criados na China, essas promessas não foram cumpridas. realizada. Agora, com a maré da Guerra do Pacífico a virar-se contra o Japão, os burocratas do Ministério dos Negócios Estrangeiros e os apoiantes da filosofia pan-asiática dentro do governo e das forças armadas impulsionaram um programa para garantir a rápida "independência" a várias partes da Ásia numa esforço para aumentar a resistência local aos Aliados e desencadear o regresso destes últimos e para aumentar o apoio local ao esforço de guerra japonês. A liderança militar japonesa concordou em princípio, compreendendo o valor propagandístico de tal medida, mas o nível de “independência” que os militares tinham em mente para os vários territórios era ainda menor do que o de Manchukuo. Vários componentes da Esfera de Co-Prosperidade do Grande Leste Asiático não estavam representados. No início de 1943, os japoneses estabeleceram o Ministério da Grande Ásia Oriental para conduzir relações com os estados supostamente independentes da "Esfera de Co-Prosperidade da Grande Ásia Oriental". 
O historiador americano Gerhard Weinberg escreveu sobre o estabelecimento do Ministério da Grande Ásia Oriental: "Este passo em si mostrou que os anúncios periódicos de Tóquio de que os povos da Ásia seriam libertados e autorizados a determinar o seu próprio destino eram uma farsa e foram assim intencionados. . Se algum dos territórios nominalmente declarados independentes o fosse de facto, poderia obviamente ser tratado pelo Itamaraty, que existia precisamente para efeitos de gerir as relações com os Estados independentes”.  A Coreia e Taiwan tinham sido anexadas há muito tempo como territórios externos do Império do Japão, e não havia planos para estender qualquer forma de autonomia política ou mesmo independência nominal. Os delegados vietnamitas e cambojanos não foram convidados por receio de ofender o regime francês de Vichy, que mantinha uma reivindicação legal sobre a Indochina Francesa e do qual o Japão ainda era formalmente aliado. A questão da Malásia e das Índias Orientais Holandesas era complexa. Grandes porções estavam sob ocupação pelo Exército Imperial Japonês ou pela Marinha Imperial Japonesa, e os organizadores da Conferência do Grande Leste Asiático ficaram consternados com a decisão unilateral do Quartel-General Imperial de anexar esses territórios ao Império Japonês em 31 de maio de 1943, em vez de do que conceder independência nominal. Esta acção minou consideravelmente os esforços para retratar o Japão como o “libertador” dos povos asiáticos. Os líderes independentistas indonésios, Sukarno e Muhammad Hatta, foram convidados a ir a Tóquio pouco depois do encerramento da Conferência para reuniões informais, mas não foram autorizados a participar na própria Conferência.  No final, sete países (incluindo o Japão) participaram.

## Participantes
Houve seis participantes "independentes" e um observador que participaram da Conferência do Grande Leste Asiático.  Estes foram:
- Hideki Tōjō, Primeiro-ministro do Império do Japão
- Zhang Jinghui, Primeiro-ministro do Império da Manchúria
- Wang Jingwei, Presidente da República da China (Nanquim)
- Ba Maw, Chefe de Estado e Primeiro-ministro do Estado da Birmânia
- Subhas Chandra Bose,Chefe de Estado do Governo Provisório da Índia Livre
- José P. Laurel, Presidente da República das Filipinas
- Wan Waithayakon, Príncipe e Enviado do Reino da Tailândia

A rigor, Subhas Chandra Bose esteve presente apenas como "observador", já que a Índia era uma colônia britânica. Além disso, o Reino da Tailândia enviou o príncipe Wan Waithayakon no lugar do primeiro-ministro Plaek Phibunsongkhram para enfatizar que a Tailândia não era um país sob domínio japonês. Ele também estava preocupado com a possibilidade de ser deposto caso deixasse Bangkok.  Tōjō os cumprimentou com um discurso elogiando a "essência espiritual" da Ásia, em oposição à "civilização materialista" do Ocidente.  O seu encontro foi caracterizado por elogios à solidariedade e pela condenação do imperialismo ocidental, mas sem planos práticos de desenvolvimento económico ou de integração.  Como a Coreia foi anexada ao Japão em 1910, não houve delegação oficial coreana à conferência, mas vários importantes intelectuais coreanos, como o historiador Choe Nam-seon, o romancista Yi Kwang-su e o escritor infantil Ma Haesong participaram da conferência como parte da delegação japonesa para fazer discursos elogiando o Japão e expressar seus agradecimentos aos japoneses pela colonização da Coreia.  O objectivo destes discursos era tranquilizar outros povos asiáticos sobre o seu futuro numa esfera de co-prosperidade do Grande Leste Asiático dominada pelos japoneses. O facto de Choe e Yi terem sido activistas da independência coreana que se opuseram veementemente ao domínio japonês fez da sua presença na conferência um golpe de propaganda para o governo japonês, pois parecia mostrar que o imperialismo japonês era tão benéfico para os povos submetidos ao Japão que mesmo aqueles que antes se opunham aos japoneses tinham agora visto os erros dos seus métodos.  Os coreanos presentes também falaram veementemente contra os "demônios ocidentais", descrevendo-os como os "inimigos mais mortais da civilização asiática que já existiram" e elogiando o Japão pelo seu papel em enfrentá-los. 

## Temas
O tema principal da conferência foi a necessidade de todos os povos asiáticos se unirem em apoio ao Japão e oferecerem um exemplo inspirador de idealismo pan-asiático contra os malvados "demônios brancos".  O historiador americano John W. Dower escreveu que os vários delegados "... colocaram a guerra no Oriente contra o Ocidente, no Oriental contra o Ocidental e, em última análise, em um contexto de sangue contra sangue".  Ba Maw da Birmânia declarou: "Meu sangue asiático sempre clamou por outros asiáticos... Este não é o momento de pensar com outras mentes, este é o momento de pensar com o nosso sangue, e esse pensamento me trouxe da Birmânia ao Japão."  Ba Maw lembrou mais tarde: "Éramos asiáticos redescobrindo a Ásia".  O primeiro-ministro Tōjō do Japão declarou em seu discurso: "É um fato incontestável que as nações do Grande Leste Asiático estão ligadas em todos os aspectos por laços de uma relação inseparável".  José Laurel, das Filipinas, no seu discurso, afirmou que ninguém no mundo poderia "impedir ou atrasar a aquisição de um bilhão de asiáticos do direito livre e irrestrito e da oportunidade de moldar seu próprio destino".  Subhas Chandra Bose da Índia declarou: "Se os nossos Aliados caírem, não haverá esperança de a Índia ser livre durante pelo menos 100 anos".  Uma grande ironia da conferência foi que, apesar de todo o discurso veemente condenando os "anglo-saxões", o inglês foi a língua da conferência, pois era a única língua comum dos vários delegados de toda a Ásia.  Bose lembrou que a atmosfera na conferência era como uma “reunião de família”, já que todos eram asiáticos e ele sentia que pertenciam um ao outro.  Muitos indianos apoiaram o Japão e, durante toda a conferência, estudantes universitários indianos que estudavam no Japão cercaram Bose como um ídolo.  O embaixador filipino, representando o governo fantoche Laurel, afirmou que "chegou a hora de os filipinos desconsiderarem a civilização anglo-saxônica e sua influência enervante... e recuperarem seu charme e virtudes originais como povo oriental". 
Como o Japão tinha cerca de dois milhões de soldados lutando na China, tornando-o de longe o maior teatro de operações do Japão, em 1943 o gabinete Tōjō decidiu fazer a paz com a China para se concentrar na luta contra os americanos.  A ideia de paz com a China foi levantada pela primeira vez no início de 1943, mas o primeiro-ministro Tōjō encontrou forte resistência da elite japonesa em desistir de qualquer um dos "direitos e interesses" japoneses na China, que eram a única base concebível para fazer a paz com a China.  Para completar este círculo sobre como fazer a paz com a China sem renunciar a nenhum dos "direitos e interesses" japoneses na China, acreditava-se em Tóquio que uma grande demonstração de pan-asianismo levaria os chineses a fazer a paz com o Japão e a juntar-se os japoneses contra seus inimigos comuns, os "demônios brancos".  Assim, um tema importante da conferência foi, por ser aliado dos Estados Unidos e do Reino Unido, Chiang Kai-shek não era um asiático propriamente dito, pois nenhum asiático se aliaria aos "demônios brancos" contra outros asiáticos. Weinberg observou que, no que diz respeito à propaganda japonesa na China, "os japoneses, na verdade, descartaram quaisquer perspectivas de propaganda na China por sua conduta atroz no país", mas no resto da Ásia o slogan "Ásia para Asiáticos" teve muito " ressonância", já que muitas pessoas no Sudeste Asiático não tinham amor pelas várias potências ocidentais que os governavam. 
Ba Maw manteve mais tarde o espírito pan-asiático da conferência de 1943 vivido após a guerra, tornando-se a base da conferência de Bandung de 1955.  O historiador indiano Pankaj Mishra elogiou a Conferência do Grande Leste Asiático como parte do processo de união dos povos asiáticos contra os brancos, pois "... os japoneses revelaram quão profundas eram as raízes do antiocidentalismo e quão rapidamente os asiáticos poderiam aproveitar poder dos seus algozes europeus".  Mishra argumentou que o comportamento das "potências brancas" em relação às suas colónias asiáticas, que segundo ele tinham sido lideradas por um acentuado racismo, significava que era natural que os asiáticos olhassem para o Japão como um libertador dos seus governantes coloniais. 

## Declaração Conjunta
A Declaração Conjunta da Conferência do Grande Leste Asiático foi publicada da seguinte forma:
É o princípio básico para o estabelecimento da paz mundial que as nações do mundo tenham cada uma o seu devido lugar e desfrutem de prosperidade em comum através da ajuda e assistência mútuas.
Os Estados Unidos da América e o Império Britânico, na procura da sua própria prosperidade, oprimiram outras nações e povos. Especialmente na Ásia Oriental, entregaram-se à agressão e à exploração insaciáveis e procuraram satisfazer a sua ambição desmedida de escravizar toda a região e, finalmente, ameaçaram seriamente a estabilidade da Ásia Oriental. Aqui reside a causa da guerra recente. Os países do Grande Leste Asiático, com vista a contribuir para a causa da paz mundial, comprometem-se a cooperar para levar a Guerra do Grande Leste Asiático a uma conclusão bem-sucedida, libertando a sua região do jugo da dominação anglo-americana e garantindo a sua autoexistência e autodefesa, e na construção de um Grande Leste Asiático de acordo com os seguintes princípios:
- Os países da Grande Ásia Oriental, através da cooperação mútua, garantirão a estabilidade da sua região e construirão uma ordem de prosperidade e bem-estar comum baseada na justiça.
- Os países do Grande Leste Asiático garantirão a fraternidade das nações da sua região, respeitando a soberania e a independência de cada um e praticando a assistência mútua e a amizade.
- Os países do Grande Leste Asiático, respeitando as tradições uns dos outros e desenvolvendo as faculdades criativas de cada raça, irão realçar a cultura e a civilização do Grande Leste Asiático.
- Os países da Grande Ásia Oriental esforçar-se-ão por acelerar o seu desenvolvimento económico através de uma cooperação estreita numa base de reciprocidade e promover assim a prosperidade geral da sua região.
- Os países do Grande Leste Asiático cultivarão relações amistosas com todos os países do mundo e trabalharão pela abolição da discriminação racial, pela promoção do intercâmbio cultural e pela abertura de recursos em todo o mundo, contribuindo assim para o progresso da humanidade. 

## Avaliação
A conferência e a declaração formal aderidas em 6 de Novembro foram pouco mais do que um gesto de propaganda destinado a reunir apoio regional para a próxima fase da guerra, delineando os ideais pelos quais foi travada.  No entanto, a Conferência marcou um ponto de viragem na política externa japonesa e nas relações com outras nações asiáticas. A derrota das forças japonesas em Guadalcanal e uma consciência crescente das limitações do poderio militar japonês levaram a liderança civil japonesa a perceber que um quadro baseado na cooperação, em vez de um quadro de dominação colonial, permitiria uma maior mobilização de mão-de-obra e recursos contra o forças aliadas ressurgentes. Foi também o início dos esforços para criar um quadro que permitisse alguma forma de compromisso diplomático caso a solução militar falhasse completamente.  No entanto, estas medidas chegaram tarde demais para salvar o Império, que se rendeu aos Aliados menos de dois anos após a conferência.
Envergonhado pelo facto de, em Outubro de 1943, o Reino Unido e os Estados Unidos terem assinado tratados de renúncia às suas concessões e direitos extraterritoriais na China, em 9 de Janeiro de 1944 o Japão assinou um tratado com o regime de Wang Jingwei desistindo dos seus direitos extraterritoriais na China.  O imperador Hirohito considerou este tratado tão significativo que fez com que seu irmão mais novo, o príncipe Mikasa, assinasse o tratado em Nanquim em seu nome.  A opinião pública chinesa não ficou impressionada com esta tentativa de colocar as relações sino-japonesas numa nova base, até porque o tratado não alterou a relação entre Wang e os seus senhores japoneses.  O Imperador Shōwa não aceitou a ideia de autodeterminação nacional e nunca apelou a quaisquer mudanças nas políticas japonesas na Coreia e em Taiwan, onde o estado japonês tinha uma política de impor a língua e a cultura japonesas aos coreanos e taiwaneses, o que de certa forma minou a retórica pan-asiática.  O Imperador via a Ásia através da noção de "lugar", o que significa que todos os povos asiáticos eram raças diferentes que tinham um "lugar" adequado dentro de uma "esfera de co-prosperidade" dominada pelos japoneses na Ásia, com os japoneses como a raça líder. .  A mudança para uma relação mais cooperativa entre o Japão e os outros povos asiáticos em 1943-45 foi em grande parte cosmética e foi feita em resposta a uma guerra perdida, quando as forças Aliadas infligiram derrota após derrota aos japoneses em terra, no mar e no ar. 
O historiador americano John W. Dower escreveu que as reivindicações pan-asiáticas do Japão eram apenas um "mito" e que os japoneses eram tão racistas e exploradores em relação a outros asiáticos quanto as "potências brancas" contra as quais lutavam, e ainda mais. brutal como os japoneses trataram os seus supostos irmãos e irmãs asiáticos com uma crueldade terrível.  Em 1944-45, os birmaneses deram as boas-vindas às forças aliadas que reentram na Birmânia ocupada pelos japoneses como libertadores dos japoneses. Além disso, a realidade do domínio japonês desmentia as declarações idealistas feitas na Conferência do Grande Leste Asiático. Sempre que iam, os soldados e marinheiros japoneses tinham o hábito rotineiro de esbofetear publicamente a cara de outros asiáticos como forma de mostrar quem era a "Grande Raça Yamato" e quem não era.  Durante a guerra, 670 mil coreanos e 41.862 chineses foram levados para trabalhar como escravos nas condições mais degradantes do Japão; a maioria não sobreviveu à experiência.  Cerca de 60.000 pessoas da Birmânia, China, Tailândia, Malásia e Índias Orientais Holandesas, juntamente com cerca de 15.000 prisioneiros de guerra britânicos, australianos, americanos, indianos e holandeses, morreram escravizados durante a construção da "Ferrovia da Morte da Birmânia".  O tratamento japonês aos escravos baseava-se em um antigo provérbio japonês para o tratamento adequado dos escravos: ikasazu korasazu ("não os deixe viver, não os deixe morrer").  Na China, entre 1937 e 1945, os japoneses foram responsáveis pela morte de 8 a 9 milhões de chineses. 